# 29 décembre en sport
29 novembre 29 janvier
Chronologies thématiques
- Croisades
- Ferroviaires
- Disney

Le 29 décembre (363e jour de l'année ou 364e en cas d'année bissextile) en sport.

## Événements

### XIXesiècle
- 1878 :
  - (Baseball) : fondation à La Havane de la première ligue professionnelle de baseball cubain.

### XXesièclede1951à2000
- 1962 :
  - (Formule 1) : Grand Prix automobile d'Afrique du Sud.
- 1965 :
  - (Tennis) : l'Australie remporte l'édition 1965 de la Coupe Davis en battant l'Espagne 4-1 au Stade de White City à Sydney.

### XXIesiècle
- 2013 :
  - (Formule 1) : L'ancien champion allemand de Formule 1, Michael Schumacher, est hospitalisé après avoir été victime d'un accident de ski, il est évacué en hélicoptère vers l'hôpital de Grenoble. L'établissement confirme qu'il est «dans un état critique». Le pilote souffre d'un traumatisme crânien sévère et d'une hémorragie cérébrale[1].
  - (Football) : l'Espagnol Robert Moreno est nommé entraineur de l' AS Monaco .

## Naissances

### XIXesiècle
- 1874 :
  - François Brandt, rameur néerlandais. Champion olympique du deux avec barreur et médaillé de bronze du huit aux Jeux de Paris 1900. († 4 juillet 1949).
- 1881 :
  - Jess Willard, boxeur américain. Champion du monde poids lourds de boxe de 1915 à 1919. († 15 décembre 1968).
- 1883 :
  - Harry Smith, hockeyeur sur glace canadien. († 6 mai 1953).
- 1884 :
  - Maurice Tilliette, footballeur français. (2 sélections en équipe de France). († 26 août 1973).
- 1886 :
  - Norman Hallows, athlète de fond britannique. Champion olympique du 3 miles par équipes et médaillé de bronze du 1 500 m aux Jeux de Londres 1908. († 16 octobre 1968).

### XXesièclede1901à1950
- 1902 :
  - Nels Stewart, hockeyeur sur glace canadien. († 21 août 1957).
- 1905 :
  - René Lemoine, fleurettiste puis résistant français. Champion olympique par équipes aux Jeux de Los Angeles 1932 puis médaillé d'argent par équipes aux Jeux de Berlin 1936. Compagnon de la libération de la France. († 19 décembre 1995).
- 1917 :
  - David Hampshire, pilote de courses automobile britannique. († 25 août 1990).
- 1927 :
  - Andy Stanfield, athlète de sprint américain. Champion olympique du 200m et du relais 4 × 100 m aux Jeux d'Helsinki 1952 et médaillé d'argent du 200m aux jeux de Melbourne 1956. († 15 juin 1985).
- 1936 :
  - Ray Nitschke, joueur de foot U.S. américain. († 8 mars 1998).
- 1939 :
  - Helmut Kelleners, pilote de courses automobile allemand.
- 1940 :
  - Nestor Combin, footballeur franco-argentin. (8 sélections en équipe de France).

### XXesièclede1951à2000
- 1953 :
  - Thomas Bach, fleurettiste et dirigeant sportif puis avocat allemand. Champion olympique du fleuret par équipes aux Jeux de Montréal 1976. Membre du CIO depuis 1980 et président depuis le 10 septembre 2013.
- 1958 :
  - Lakhdar Belloumi, footballeur puis entraîneur algérien. (101 sélections en équipe nationale). Sélectionneur de l'équipe d'Algérie de 2004 à 2005.
- 1960 :
  - David Boon, joueur de cricket australien. (107 sélections en test cricket).
  - John Fitzgerald, joueur de tennis américain.
  - Jean-Luc Thiébaut, handballeur français. Médaillé de bronze aux Jeux de Barcelone 1992. Vice-champion du monde de handball masculin 1993. (144 sélections en équipe de France).
- 1967 :
  - Dirk Schuster, footballeur est-allemand puis allemand. (4 sélections avec l'équipe d'Allemagne de l'Est puis 3 avec l'équipe d'Allemagne).
- 1968 :
  - Peter Dzúrik, footballeur tchécoslovaque puis slovaque. (45 sélections avec l'équipe de Slovaquie). († 9 septembre 2010).
- 1969 :
  - Allan McNish, pilote de F1 et de courses automobile d'endurance écossais. Vainqueur des 24 Heures du Mans 1998 et 2008.
- 1970 :
  - Enrico Chiesa, footballeur italien. Vainqueur de la Coupe UEFA 1999. (22 sélections en équipe nationale).
- 1971 :
  - Jeroen Blijlevens, cycliste sur route néerlandais.
  - Mike Budenholzer, basketteur puis entraîneur américain.
  - Dominic Dale, joueur de snooker gallois.
- 1972 :
  - Jaromír Blažek, footballeur tchèque. (14 sélections en équipe nationale).
- 1973 :
  - Christophe Rinero, cycliste sur route français.
- 1977 :
  - Artem Chelyadinski, footballeur biélorusse. (7 sélections en équipe nationale).
  - Tuomo Könönen, footballeur finlandais. (7 sélections en équipe nationale).
- 1979 :
  - George Parros, hockeyeur sur glace américain.
  - Maxime Zianveni, basketteur français. Vainqueur de la Coupe Korać 2002.
- 1980 :
  - Dorus de Vries, footballeur néerlandais.
  - Valérie Milea Ita, basketteuse en fauteuil roulant française.
- 1981 :
  - Shizuka Arakawa, patineuse artistique dames japonaise. Championne olympique aux Jeux de Turin 2006. Championne du monde de patinage artistique dames 2004.
  - Jakub Čutta, hockeyeur sur glace tchèque.
- 1982 :
  - Marko Baša, footballeur monténégrin. (37 sélections en équipe nationale).
  - Diego Mainz, footballeur espagnol.
- 1983 :
  - Iván Cambar, haltérophile cubain. Médaillé de bronze des -77kg aux Jeux de Londres 2012.
- 1984 :
  - Eduar Villanueva, athlète de demi-fond vénézuélien.
- 1985 :
  - Kassim Bizimana, footballeur burundais. (13 sélections en équipe nationale).
- 1987 :
  - Yuhi Sekiguchi, pilote de courses automobile japonais.
- 1988 :
  - Ágnes Szávay, joueuse de tennis hongroise.
  - Serghei Țvetcov, cycliste sur route roumain.
- 1989 :
  - Timothée Adolphe, athlète handisport de sprint français. Médaillé d'argent du 100 m T11 aux Jeux de Tokyo 2020.
  - Vladimir Brčkov, basketteur macédonien. (3 sélections en équipe nationale).
  - Khalid Karami, footballeur néerlando-marocain.
  - Kei Nishikori, joueur de tennis japonais. Médaillé de bronze du simple aux Jeux de Rio 2016.
  - Harri Säteri, hockeyeur sur glace finlandais.
- 1990 :
  - Sofiane Hanni, footballeur franco-algérien. (12 sélections avec l'équipe d'Algérie).
- 1991 :
  - Steven Caulker, footballeur anglo-sierraléonais. (1 sélection avec l'équipe d'Angleterre et 11 avec celle de Sierra Leone).
  - Odubel Herrera, joueur de baseball vénézuélien.
- 1992 :
  - Théophile Onfroy, rameur français. Médaillé d'argent en deux de pointe poids légers aux CM d'aviron 2015. Médaillé d'argent en deux de pointe poids légers aux CE d'aviron 2015 puis médaillé de bronze du quatre sans barreur aux CE d'aviron 2016.
  - Willie Smit, cycliste sur route sud-africain. Vainqueur du Tour de Maurice 2015.
  - Briante Weber, basketteur américain.
- 1993 :
  - Mélissa Alves, joueuse de squash française.
  - Tony Watt, footballeur écossais. (1 sélection en équipe nationale).
- 1994 :
  - Lennard Hofstede, cycliste sur route néerlandais.
- 1998 : 
  - Victor Osimhen, footballeur nigérian. (28 sélections en équipe nationale).
- 2000 :
  - Orkun Kökçü, footballeur turc. (24 sélections en équipe nationale).
  - Pavel Šulc, footballeur tchèque.
  - Amandha Sylves, volleyeuse française. (87 sélections en équipe de France).
  - Bernardo Vital, footballeur portugais.

### XXIesiècle
- 2005 :
  - Davide Bartesaghi, footballeur italien.

## Décès

### XXesièclede1901à1950
- 1904 :
  - Edward Treharne, 42 ans, joueur de rugby à XV gallois. (2 sélections en équipe nationale). (° 22 mars 1862).
- 1910 : 
  - Reginald Frank Doherty, 38 ans, joueur de tennis britannique. Champion olympique du double messieurs et du double mixte et médaillé de bronze du simple aux Jeux de Paris 1900 puis champion olympique du double messieurs aux Jeux de Londres 1908. Vainqueur des Tournois de Wimbledon 1897, 1898, 1899 et 1900. (° 14 octobre 1872).
- 1927 : 
  - Patrick Leahy, 50 ans, athlète de sauts américain. Médaillé d'argent à la hauteur et de bronze à la longueur aux Jeux de Paris 1900. (° 20 mai 1877).
- 1931 : 
  - Bob Gould, 68 ans, joueur de rugby à XV gallois. (11 sélections en équipe nationale). (° 1er juillet 1878).

### XXesièclede1951à2000
- 1973 :
  - Jimmy Brownlie, 88 ans, footballeur puis entraîneur écossais. (° 15 mai 1885).
- 1976 : 
  - Ivo Van Damme, 22 ans, athlète de demi-fond belge. Médaillé d'argent du 800 m et du 1 500 m aux Jeux de Montréal 1976. (° 21 février 1954).
- 1980 :
  - Luigi Lucotti, 87 ans, cycliste sur route italien. (° 18 décembre 1893).
- 1988 :
  - Mike Beuttler, 48 ans, pilote de F1 et de courses automobile d'endurance britannique. (° 13 avril 1940).

### XXIesiècle
- 2002 : 
  - Don Clarke, 69 ans, joueur de rugby à XV néo-zélandais. (31 sélections en équipe nationale). (° 10 novembre 1933).
- 2007 : 
  - Phil O'Donnell, 35 ans, footballeur écossais. (1 sélection en équipe nationale). (° 25 mars 1972).
- 2012 : 
  - Tony Greig, 66 ans, joueur de cricket anglais. (58 sélections en test cricket). (° 6 octobre 1946).
- 2015 :
  - Lilian Camberabero, 78 ans, joueur de rugby à XV français. Vainqueur du Grand Chelem 1968 et du Tournoi des cinq nations 1967. (14 sélections en équipe de France). (° 15 juillet 1937).
  - Pavel Srníček, 47 ans, footballeur tchèque puis tchèque. (49 sélections en équipe nationale). (° 10 mars 1968).
- 2016 :
  - Néstor Gonçálves, 80 ans, footballeur uruguayen. (50 sélections en équipe nationale). (° 27 avril 1936).
  - Ferdi Kübler, 97 ans, cycliste sur route suisse. Champion du monde de cyclisme sur route 1951. Vainqueur du Tour de France 1950, des Tours de Suisse 1942, 1948 et 1951, des Tours de Romandie 1948 et 1951, de la Flèche wallonne 1951 et 1952, puis de Liège-Bastogne-Liège 1951 et 1952. (° 24 juillet 1919).
  - Lucien Schaeffer, 88 ans, footballeur français. (° 6 juin 1928).